# Langvinmakreelhaai
De langvinmakreelhaai (Isurus paucus) is een vis uit de familie van de haringhaaien (Lamnidae) en behoort derhalve tot de orde van makreelhaaien (Lamniformes). De vis kan een lengte bereiken van 417 centimeter.

## Leefomgeving
De langvinmakreelhaai is een zoutwatervis. De vis prefereert een subtropisch klimaat en komt voor in de Grote, Atlantische en Indische Oceaan op dieptes tussen 0 en 200 meter.

## Relatie tot de mens
De langvinmakreelhaai is voor de visserij van beperkt commercieel belang. In de hengelsport wordt er weinig op de vis gejaagd.
Voor de mens kan de langvinmakreelhaai gevaarlijk zijn, de langvinmakreelhaai kan een mens flink verwonden.